# Let's Twist Again
«Let's Twist Again» (en español: «Bailemos otra vez el twist») es una canción escrita por Kal Mann y Dave Appell que salió al mercado en formato de disco sencillo cantada por Chubby Checker. Fue uno de los mayores éxitos de 1961, alcanzando el número uno en el Reino Unido y el octavo en el Billboard pop chart de Estados Unidos. Es un twist, tipo de baile muy popular a fines de los 50 y principios de los 60.
La letra de la canción se refería al éxito del año precedente del mismo artista titulado precisamente «The Twist»; de ahí lo de «Bailemos otra vez el twist».
La canción recibió en 1962 el premio Grammy. Checker también grabó la canción en alemán como «Der Twist Beginnt». Esta canción forma parte de la banda sonora de la película The Help.
Richard Anthony y Johnny Hallyday popularizaron en Francia sendas versiones en ese mismo año.